# Avenue du Maréchal-de-Saxe
Pour les articles homonymes, voir Avenue de Saxe.
L'avenue du Maréchal-de-Saxe (ou avenue de Saxe) est une avenue située dans les 6e et 3e arrondissements de Lyon, en France.

## Présentation
- L'avenue de Saxe débute perpendiculairement au cours Franklin-Roosevelt, dans la continuité de l'avenue du Maréchal-Foch, pour se terminer sur le cours Gambetta. Elle est à sens unique.
- Très large et très animée (bars, restaurants et commerces), l'avenue de Saxe est une des artères principales du 3e arrondissement de Lyon.
- Elle est principalement bordée par de beaux immeubles de type haussmannien.

## Historique

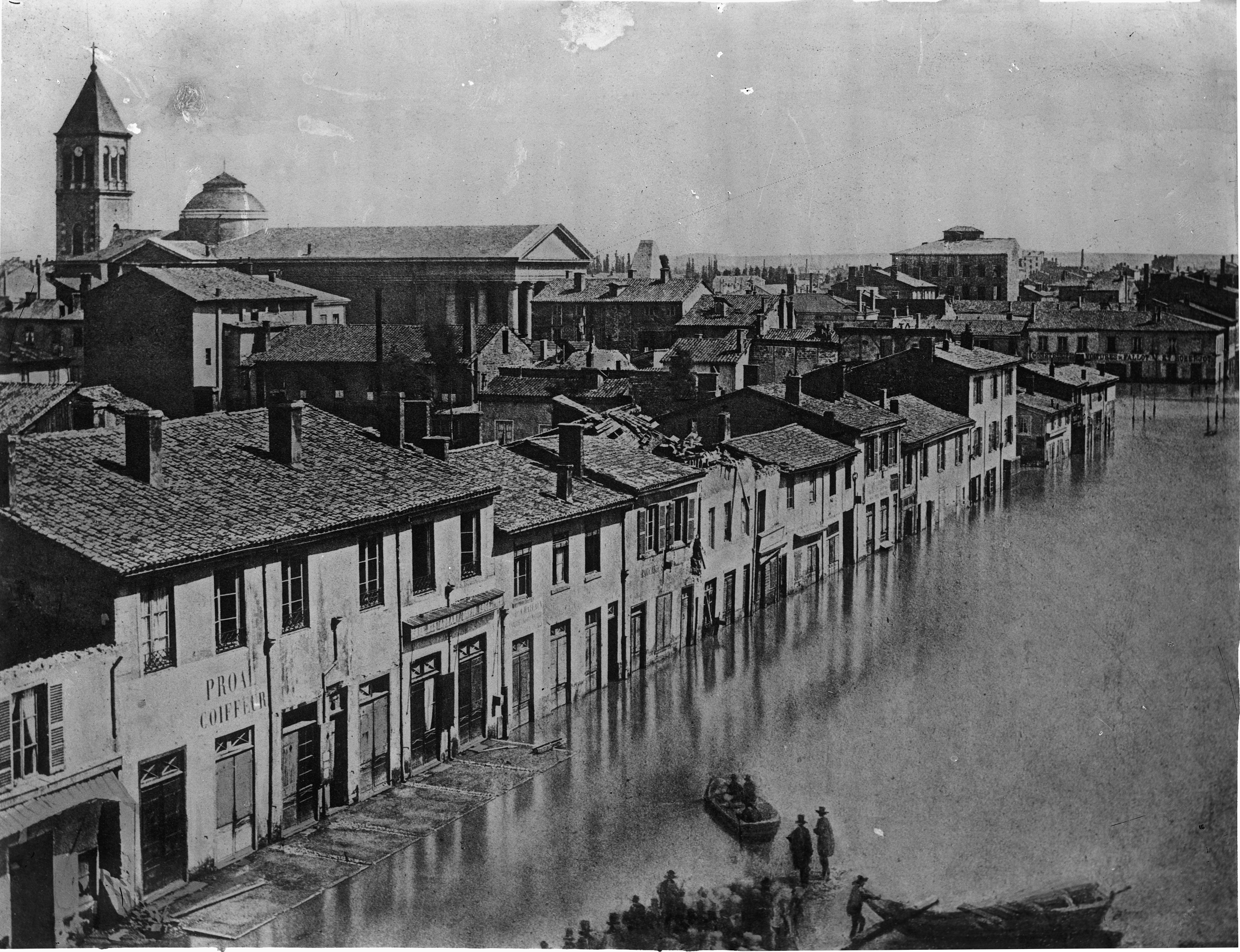
photographie inondations de Lyon en 1856

Ce grand axe nord-sud unissant les 6e et 3e arrondissements, du plan de Morand, existe depuis 1820 sous cette appellation.

La crue de 1856. La crue "mémorable", probablement tricentenaire dans sa fréquence, avec un débit de 5000 m3/s est une catastrophe. À la suite de cet évènement, une digue a été construite. Cette digue, qui porte aujourd'hui une partie du boulevard Laurent-Bonnevay, est un énorme remblai de 4.76 m de large à l'époque, à 8 m au-dessus de l'étiage du fleuve et 4.28 m au-dessus du terrain naturel. Depuis son édification, elle a résisté à tous les assauts des eaux. Dans le 6ème arrondissement, elle porte alors le nom de digue de la Tête d'Or (quai Achille-Lignon).

## Scènes de films tournées sur l'avenue
- Toutes nos envies (2010) de Philippe Lioret (scènes de rue et de restaurant)

## Bâtiments notables
- Théâtre Tête d'or
- Ancien garage Atlas, patrimoine du XXe siècle (au 67)[2]